# Flaga Liberii
Flaga Liberii – jeden z symbolów narodowych Liberii.

## Opis
Flaga jest podobna do flagi Stanów Zjednoczonych, co nawiązuje do pochodzenia mieszkańców Liberii, którzy wywodzą się z wyzwolonych amerykańskich niewolników.
Na fladze Liberii znajduje się jedenaście białych i czerwonych pasów, które symbolizują jedenastu sygnatariuszy liberyjskiej deklaracji niepodległości. Czerwień i biel symbolizują odwagę i moralną doskonałość. Biała gwiazda symbolizuje wolność jaką przyznano byłym niewolnikom, a niebieski kwadrat – kontynent afrykański.
Flaga ta jest jedną z najczęściej spotykanych na morzu, gdyż Liberia oferuje mało restrykcyjne warunki rejestracji jednostek pływających. Szacuje się, że pod tanią banderą liberyjską pływa około 1700 statków.

## Flagi historyczne

Flaga Liberii w latach 1827–1847
Flaga Republiki Maryland(inne języki) z lat 1854–1857

## Flagi hrabstw

Hrabstwo Bomi
Hrabstwo Bong
Hrabstwo Gbarpolu
Hrabstwo Grand Bassa
Hrabstwo Grand Cape Mount
Hrabstwo Grand Gedeh
Hrabstwo Grand Kru
Hrabstwo Lofa
Hrabstwo Margibi
Hrabstwo Maryland
Hrabstwo Montserrado
Hrabstwo Nimba
Hrabstwo Rivercress
Hrabstwo River Gee
Hrabstwo Sinoe